# John Abbott (homme politique)
Pour les articles homonymes, voir John Abbott et Abbott.
John Abbott ou John Joseph Caldwell Abbott, né le 12 mars 1821 et mort le 30 octobre 1893, est un avocat, homme d'affaires et homme politique canadien. Premier ministre du Canada de 1891 à 1892, il est le troisième à exercer ces fonctions et le premier natif du Canada. Il occupe aussi pendant cette période le poste de chef du Parti conservateur.
Né à Saint-André-Est, au Bas-Canada, Abbott étudie le droit à l'Université McGill et devient l'un des avocats les plus éminents de Montréal grâce à sa défense réussie des auteurs du raid de Saint Albans. Il retourne ensuite à McGill en tant que professeur de droit, puis décroche un doctorat en droit civil.
Abbott s'investit dans la politique dès son plus jeune âge ; il signe en 1849 un manifeste pronant l'annexion du Canada-Uni aux États-Unis (une « erreur de jeunesse ») et remporte un siège l'élection à l'Assemblée législative de la province du Canada en 1860. À l'approche de la Confédération, il se pose en défenseur des droits de la minorité anglaise au Canada-Est.
Aux élections fédérales de 1867, Abbott est élu à la nouvelle Chambre des communes du Canada comme membre du Parti conservateur. Un télégramme divulgué par son personnel politique joue un rôle-clé dans le scandale du Pacifique de 1873, qui entraîne la chute du premier gouvernement de John A. Macdonald. Abbott est nommé au Sénat en 1887, et exerce les fonctions de représentant du gouvernement au Sénat. Alors âgé de 70 ans, il devient premier ministre en juin 1891, succédant à Macdonald, mort en fonction. Il se retire en 1892 pour des raisons de santé, et décède l'année suivante.

## Biographie

### Vie personnelle
Abbott naît à Saint-André-Est dans la seigneurie d'Argenteuil au Bas-Canada, de Harriet (née Bradford) et du révérend Joseph Abbott, missionnaire anglican. En 1849, Abbott épouse Mary Bethune (en) (1823–1898), une parente du docteur Norman Bethune, fille du pasteur anglican et principal par intérim de l'Université McGill John Bethune (en), et une petite-fille du ministre presbytérien John Bethune (en),. Le couple a quatre fils et quatre filles, dont beaucoup sont morts sans descendance. Leur fils aîné survivant, William Abbott, épouse la fille du colonel John Hamilton Gray, père de la Confédération et premier ministre de l'Île-du-Prince-Édouard. Les descendants directs d'Abbott et d'Hamilton Gray incluent John Kimble Hamilton Abbott, un commentateur politique et lobbyiste et un pilote de l'Aviation royale canadienne de la Seconde Guerre mondiale. Abbott est également l'arrière-grand-père de l'acteur canadien Christopher Plummer et le cousin germain de Maude Abbott, l'une des premières diplômées en médecine du Canada et experte en cardiopathies congénitales.

### Carrière juridique

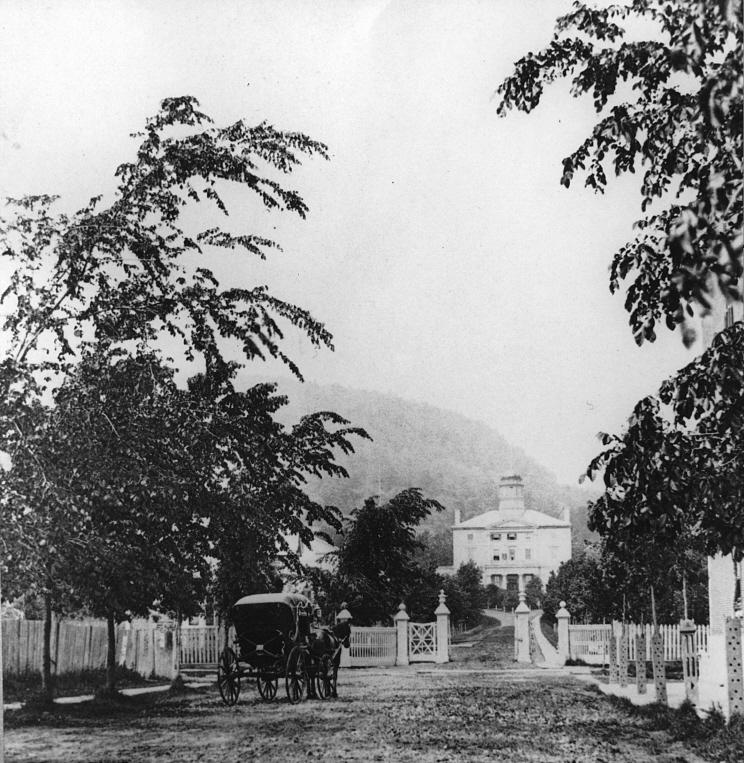
Le portail d'entrée du Collège McGill en 1869.

Abbott obtient un baccalauréat en droit civil du Collège McGill (maintenant l'Université McGill) à Montréal en 1847 tandis que la même année, il est initié à la loge maçonnique Saint-Paul à Montréal. En 1867, il obtient son doctorat en droit civil.
Il concentre la plupart de sa pratique juridique en droit des sociétés. Néanmoins, son procès le plus célèbre demeure la défense de quatorze agents confédérés ayant conduit le Raid de Saint Albans au Vermont depuis le sol canadien pendant la guerre civile américaine. Abbott a soutenu avec succès que les Confédérés étaient des belligérants plutôt que des criminels et ne devraient donc pas être extradés. L'épisode a rapproché les tensions canado-américaines d'un conflit armé.
Abbott est considéré comme l'avocat le plus prospère au Canada pendant de nombreuses années ; il touche les plus gros honoraires de toute la province. Il enseigne le droit des affaires et le droit pénal à McGill à partir de 1853, et en 1855, devient professeur et doyen de la Faculté de droit, où il enseigne notamment à Wilfrid Laurier, futur premier ministre du Canada. Il exerce ces fonctions jusqu'en 1880. À sa retraite, il est nommé professeur émérite et siège sur le conseil des gouverneurs de McGill.

### Carrière en politique

#### 1849-1867: Implication citoyenne et députation à l'Assemblée législative

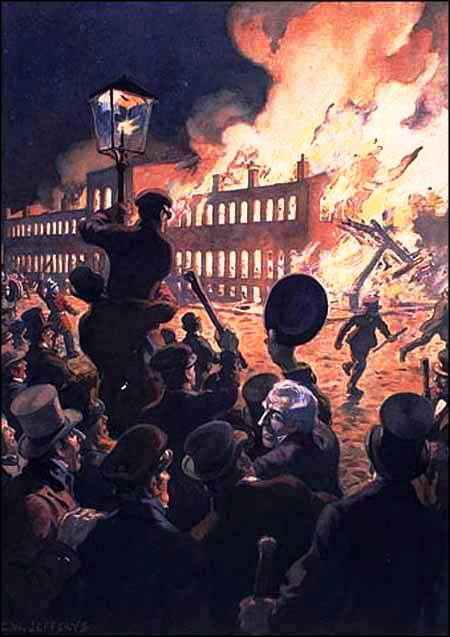
Abbott commence à s'impliquer en politique dans une époque tumultueuse, alors que le parlement de Montréal vient d'être incendié.

En 1849, en compagnie de marchands anglophones et de politiciens canadiens-français, il signe le manifeste annexionniste de Montréal appelant le Canada à rejoindre les États-Unis pour bénéficier de meilleures conditions économiques et des institutions politiques affranchies de la monarchie ― une action qu'il regrette plus tard et considère comme une erreur de jeunesse. Ultérieurement, face à ses adversaires politiques qui brandissent ce manque de loyauté envers la couronne britannique, il rappelle qu'à titre de lieutenant-colonel du 11e régiment d'Argenteuil, il avait recruté 300 miliciens afin de défendre la colonie lors de l'Affaire du Trent au début des années 1860.
En 1857, Abbott se présente pour la première fois comme candidat à l'Assemblée législative du Canada dans sa circonscription natale d'Argenteuil, au nord-ouest de Montréal, où il tente de déloger Sydney Robert Bellingham. Défait, il conteste les résultats des élections au motif d'irrégularités sur les listes électorales et obtient finalement le siège en 1860.
En 1862, il est nommé conseiller de la reine, puis solliciteur général pour le Bas-Canada dans les gouvernements conservateurs de John S. Macdonald et Louis Sicotte, de 1862 à 1863. En 1865, il quitte les rangs du Parti réformiste afin de rejoindre le Parti conservateur, au sein duquel il doit appuyer à contrecœur la Confédération du Canada, puisqu'il craint la réduction du poids politique de la minorité anglophone du Bas-Canada dans les institutions de la nouvelle province de Québec. Sa proposition de protéger les frontières électorales de 12 circonscriptions anglophones du Québec est néanmoins reprise par Alexander Galt, qui l'intègre à l'article 80 de l'Acte de l'Amérique du Nord britannique de 1867.

#### 1867-1891: Au Parlement du Canada
En 1867, Abbott est élu une première fois à la Chambre des communes comme député d'Argenteuil aux premières élections fédérales canadiennes. Lors de son premier mandat, John A. Macdonald lui confie des mandats relatifs aux finances, tels que la révision de la Loi sur la faillite et la présidence du comité parlementaire des banques.
Réélu en 1872, il voit son mandat réduit en raison de son implication dans le scandale du Pacifique ; Abbott est alors le principal conseiller juridique de Hugh Allan, financier et magnat du commerce maritime. En échange de contributions à la caisse électorale du Parti conservateur, Allan se voyait octroyer de lucratifs contrats de construction ferroviaire accordés par le premier ministre Macdonald. L'affaire est mise au jour lorsqu'un employé d'Abbott fait parvenir aux médias un télégramme de Macdonald à Abbott implorant ce dernier de solliciter davantage d'argent. Abbott est ensuite démis de ses fonctions en 1874, lorsque le scrutin de 1872 est déclaré nul à la suite d'une enquête ayant révélé des irrégularités dans les listes électorales.
Il perd l'élection de 1878 par 89 voix, puis remporte une élection partielle février 1880, seulement pour voir sa victoire annulée en raison d'accusations de corruption envers son équipe électorale. Il est finalement élu de nouveau lors d'une partielle en août 1881, et son mandat est prolongé alors qu'il est réélu sans opposition aux élections générales de 1882. Alors qu'il siège aux Communes, il est fréquemment appelé à participer à des comités qui touchent à l’économie et aux infrastructures, notamment les chemins de fer, les ports et la télégraphie. Il démissionne le 15 janvier 1887.

Le 12 mai suivant, il est nommé sénateur d'Inkerman sur recommandation de Macdonald, qui l'assigne représentant du gouvernement au Sénat et ministre sans portefeuille le lendemain même « en raison de ses talents administratifs et de sa connaissance du parlement ». 

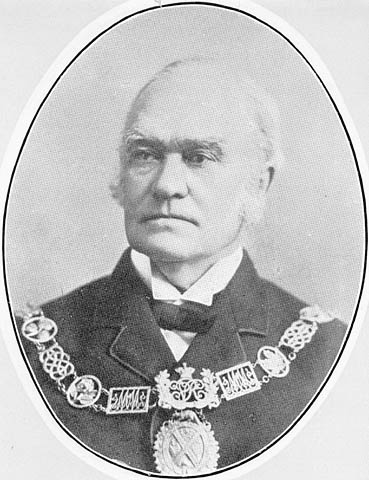
Abbott, alors maire de Montréal.

#### 1887-1889: Incursion en politique municipale

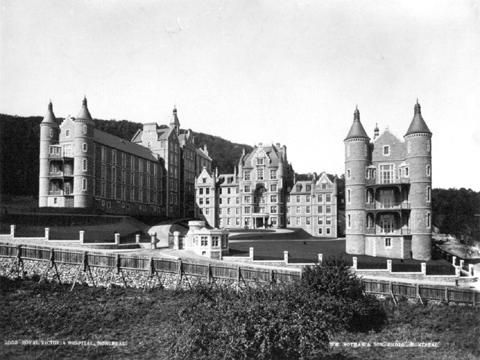
L'hôpital Royal Victoria une fois complété, en 1893.

Alors qu'il exerce d'importantes fonctions au sein du gouvernement canadien, il est élu maire de Montréal pour deux mandats d'un an ― cumul des fonctions inédit en politique canadienne. À sa première élection, en 1887, Abbott défait le candidat libéral George Washington Stephens. Le sénateur est réélu sans opposition l'année suivante. Portant les intérêts montréalais au Sénat, Abbott réussit à faire obtenir une charte à l'hôpital Royal Victoria, alors qu'il préside le conseil d'administration de l'hôpital.
Les mandats d'Abbott à la mairie sont vivement critiqués. Le site choisi pour la construction du Royal Victoria, à même le flanc sud-est du mont Royal, indigne les défenseur du caractère naturel et boisé de la montagne. Le Montreal Star, d'allégeance plutôt libérale, dénonce le peu d'égard d'Abbott pour sa circonscription et son laisser-faire quant aux problèmes de corruption à l'hôtel de ville.

#### 1891-1892: Premier ministre du Canada
John A. Macdonald tient John Abbott en haute estime. Macdonald considère qu'Abbott est un habile négociateur ― le premier ministre lui confie le rôle de mener à bien missions économiques à l'étranger ―, ainsi qu'un parlementaire posé et dévoué à la chose publique. Macdonald recommande Abbott à la présidence du Conseil privé en 1891 et avise le ministre de la Justice John Thompson de se rallier à Abbott pour sa succession.
Lorsque le premier ministre Macdonald décède en fonction, Abbott soutient la candidature de John Thompson à la succession de la chefferie conservatrice. Il ne souhaite pas devenir premier ministre, fonction qu'il méprise : « Je déteste la politique et ce qu’on juge comme ses méthodes appropriées. Je déteste la notoriété, les réunions publiques, les discours en public, les caucus et toutes les servitudes qui semblent attachées à la politique, sauf l’obligation de servir le public du mieux que je peux ». À contrecœur, toutefois, John Abbott accepte d'être la solution de compromis d'un parti tenaillé, ; il devient le troisième premier ministre du Canada le 15 juin 1891, le premier homme né au Canada et le premier sénateur à exercer de telles fonctions.
Abbott prend la tête d'un Parti conservateur divisé sur des questions religieuses, linguistiques et personnelles, rongé par la corruption. Il expulse Hector-Louis Langevin du conseil des ministres, ce dernier ayant été accusé de fraude. Malgré le bilan politique de son parti, Abbott résout l'arriéré des affaires gouvernementales qui l'attendaient après la mort de Macdonald, notamment la réforme de la fonction publique et la révision du Code criminel. Pendant son mandat, malgré les crises internes et externes, les conservateurs remportent 42 des 52 élections partielles, augmentant leur majorité de 13 sièges aux Communes.
Ces gains se font malgré les multiples crises que traverse le Canada, sur fond de récession économique. Le Québec, dont le premier ministre Honoré Mercier vient d'être destitué à la suite du scandale de la Baie des Chaleurs, et le Manitoba, agité par la question des écoles sur fond de tensions linguistiques, raciales et religieuses non réglées, sont instables politiquement. En plus, un litige perdure depuis plusieurs décennies avec les États-Unis concernant la frontière entre la Colombie-Britannique et l'Alaska, faisant échouer les tentatives de réouverture du traité de 1818 pour fixer une frontière maritime au large de Terre-Neuve.
C'est donc un John Abbott affaibli par la charge de travail qui se retire en août 1892, sur recommandation de son médecin. Il désigne John Thompson comme successeur avant de partir pour l'Angleterre, la France et l'Italie dans l'espoir de recouvrer la santé. Le gouverneur général accepte la démission d'Abbott et son remplacement par Thompson le 4 décembre; ce dernier est assermenté le 7 décembre.

### Fin de vie

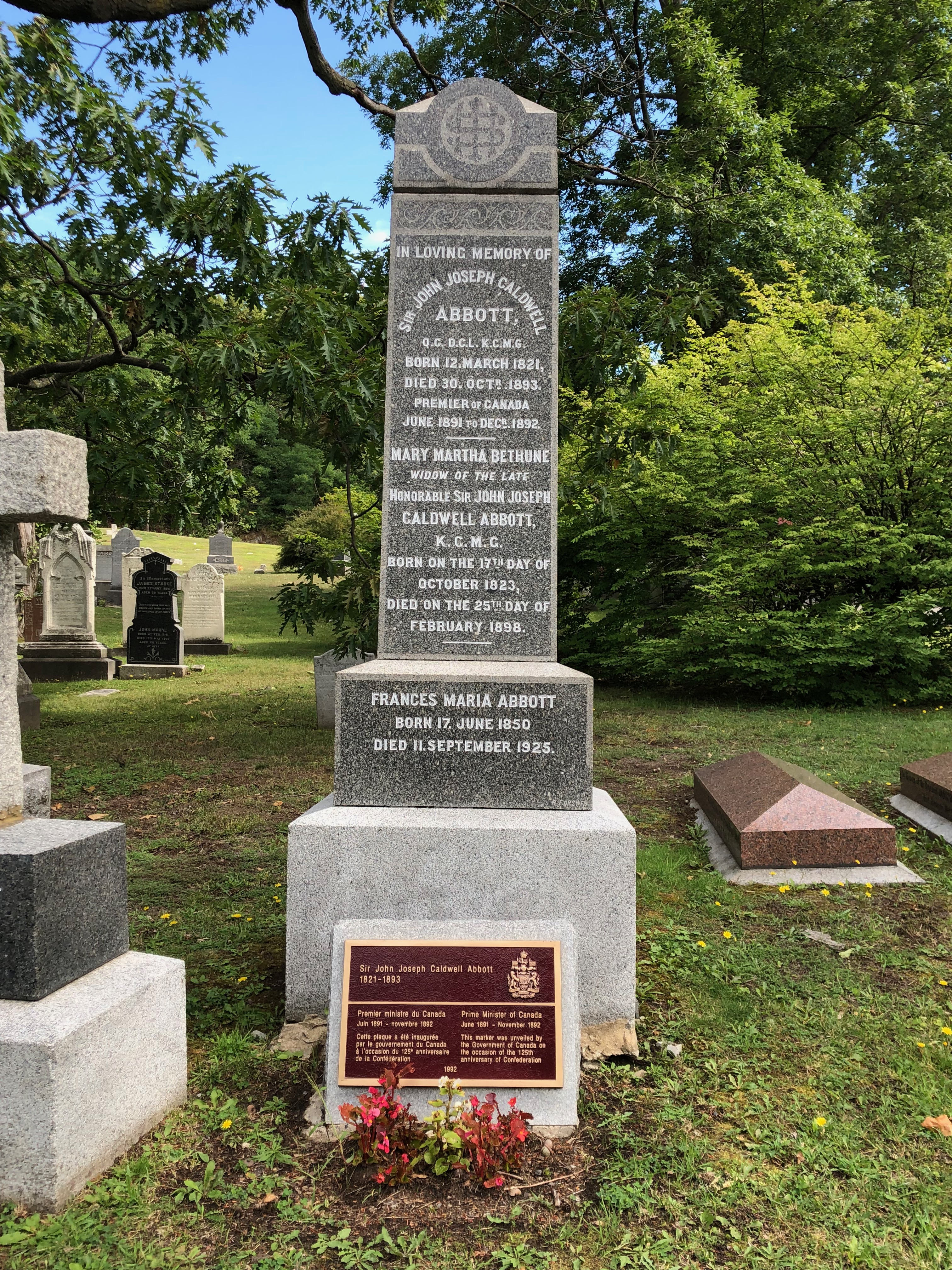
Monument funéraire d'Abbott au cimetière Mont-Royal.

John Abbott meurt des suites d'un accident vasculaire cérébral ou d'un cancer du cerveau le 30 octobre 1893,. Ses funérailles sont célébrées trois jours plus tard à la cathédrale Christ Church. Il est enterré au cimetière Mont-Royal, à Montréal, au Québec,.

## Honneurs et distinctions
Il est fait chevalier commandeur de l’ordre de Saint-Michel et Saint-Georges en mai 1892, en récompense pour son dévouement à la chose publique. Le gouvernement du Canada le nomme Personne d'importance historique nationale en 1938. Un cégep anglophone situé à Sainte-Anne-de-Bellevue, le collège John Abbott porte son nom depuis 1970.

## Archives
Il y a un fonds d'archives John Abbott à Bibliothèque et Archives Canada. Il comprend 35 cm de documents textuels.